# Bufo pentoni
Bufo pentoni е вид жаба от семейство Крастави жаби (Bufonidae). Видът не е застрашен от изчезване.

## Разпространение
Разпространен е в Бенин, Буркина Фасо, Гамбия, Гана, Гвинея, Джибути, Еритрея, Камерун, Мавритания, Мали, Нигер, Нигерия, Сенегал и Южен Судан.